# Pseudosubria hastata
Pseudosubria hastata är en insektsart som beskrevs av Sigfrid Ingrisch och Shishodia 1997. Pseudosubria hastata ingår i släktet Pseudosubria och familjen vårtbitare. Inga underarter finns listade i Catalogue of Life.